# ジョセフ・バーン・スミートン
ジョセフ・バーン・スミートン (仏：Joseph Burn Smeeton、1815年または1817年 - 1890年12月4日) はイギリス - フランスの版画家、イラストレーター、実業家。
ヨアヒム＝ジャン＝コッソン、オーギュスト・ティリーとともにパリで版画工房を経営した。

## 経歴
彼は1815年または17年にロンドンで生まれた。幼少時の記録は不明であるが、1850年代にはパリに滞在しており、1832年にジョン・アンドリュー（John Andrew, 1817-1870）、ジャン・ベス（Jean Best, 1808-79年）、イジドール・ルロワール（Isidore Leloir）の三名で設立された版画工房「ABL」と協力関係にあった。のちにスミートンとコッソンが加わることによって、「ABL」は変革を遂げ、この会社が長く続く要因となった。
1862年5月、スミ―トンは版画家のヨアヒム＝ジャン・コッソン（Joachim-Jean Cosson）、デニス＝アレクサンドル・ラングロワ（Denis-Alexandre Langlois）、アレクシス＝アドルフ・ソーペィ（Alexis-Adolphe Soupey）、アンリ＝フランソワ＝アメデ・ド・ワイリー（Henri-François-Amédée De wailly）と版画製作のためのビジネス契約を結んだ。「Cosson & Smeeton」社の主な顧客は紙誌「ル・マガザン・ピトレスク」と「イリュストラシオン」だった。会社の所在地はサン＝モール・サン・ジェルマン通り（現在のラベ・グレゴワール通り）15番にあり、同年9月には見習いとして若いオーギュスト・ルペールを雇った。その後もオーギュスト・ティリー、アンリ・パイヤール、ウジェーヌ・デテを雇い、1872年にはティリーと新会社の「Smeeton et Tilly」を設立した。ルペールとデテはトニ・ベルトランやフレデリック・フロリアンとともに新しい会社を設立するために独立した。
スミートンは1864年に初めてサロン・ド・パリに「Un clair de lune（月光）」をはじめとする版画作品を出展した。その後1865年から89年まで定期的に版画や絵画を出展している。
彼はモンパルナス大通り114番に住んでいたが、1890年12月4日に彼の死去が報じられ、モンパルナス墓地に埋葬された。

## 版画作品

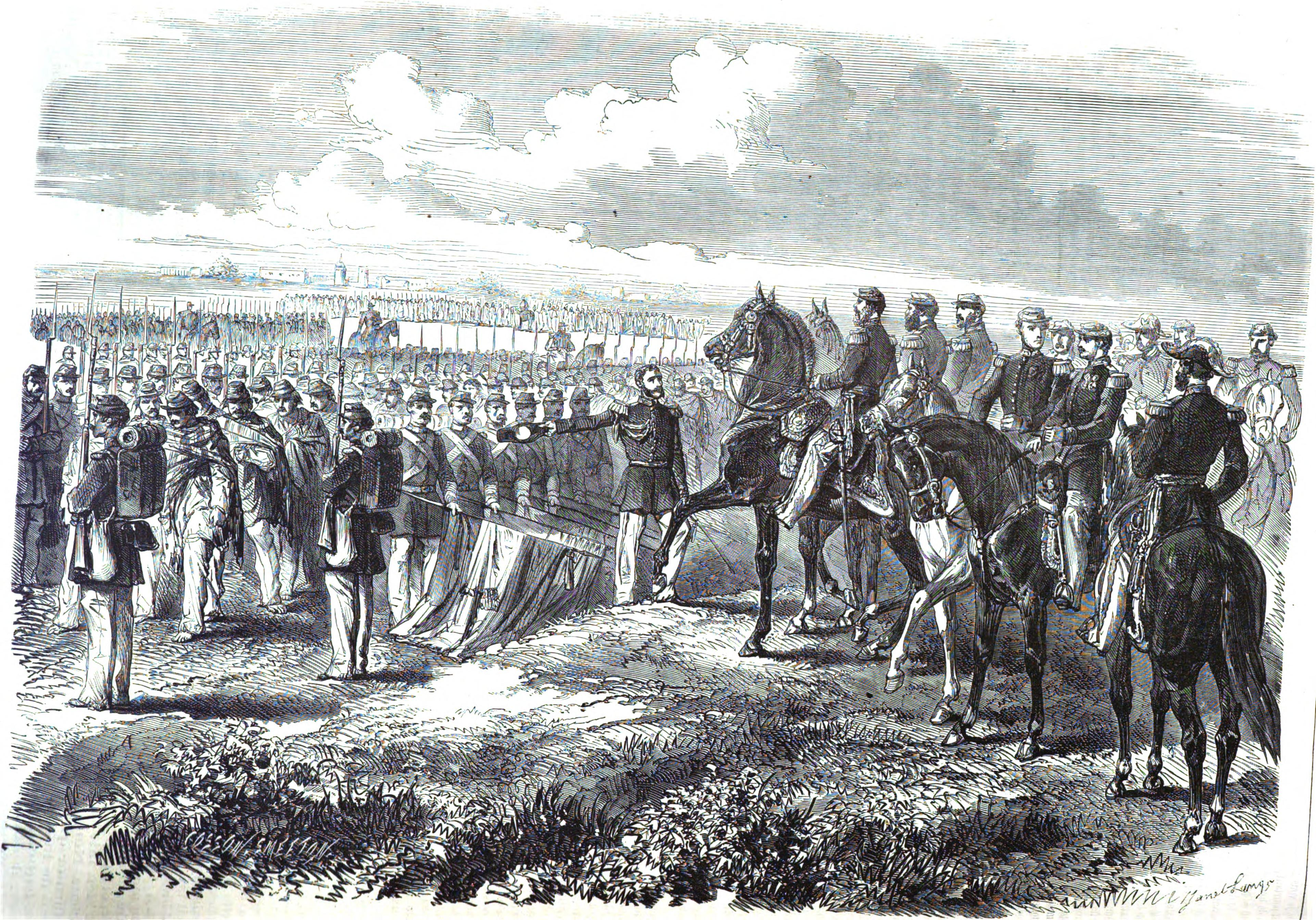
ラ・プラタ戦争（COSSON－SMEETON名義）
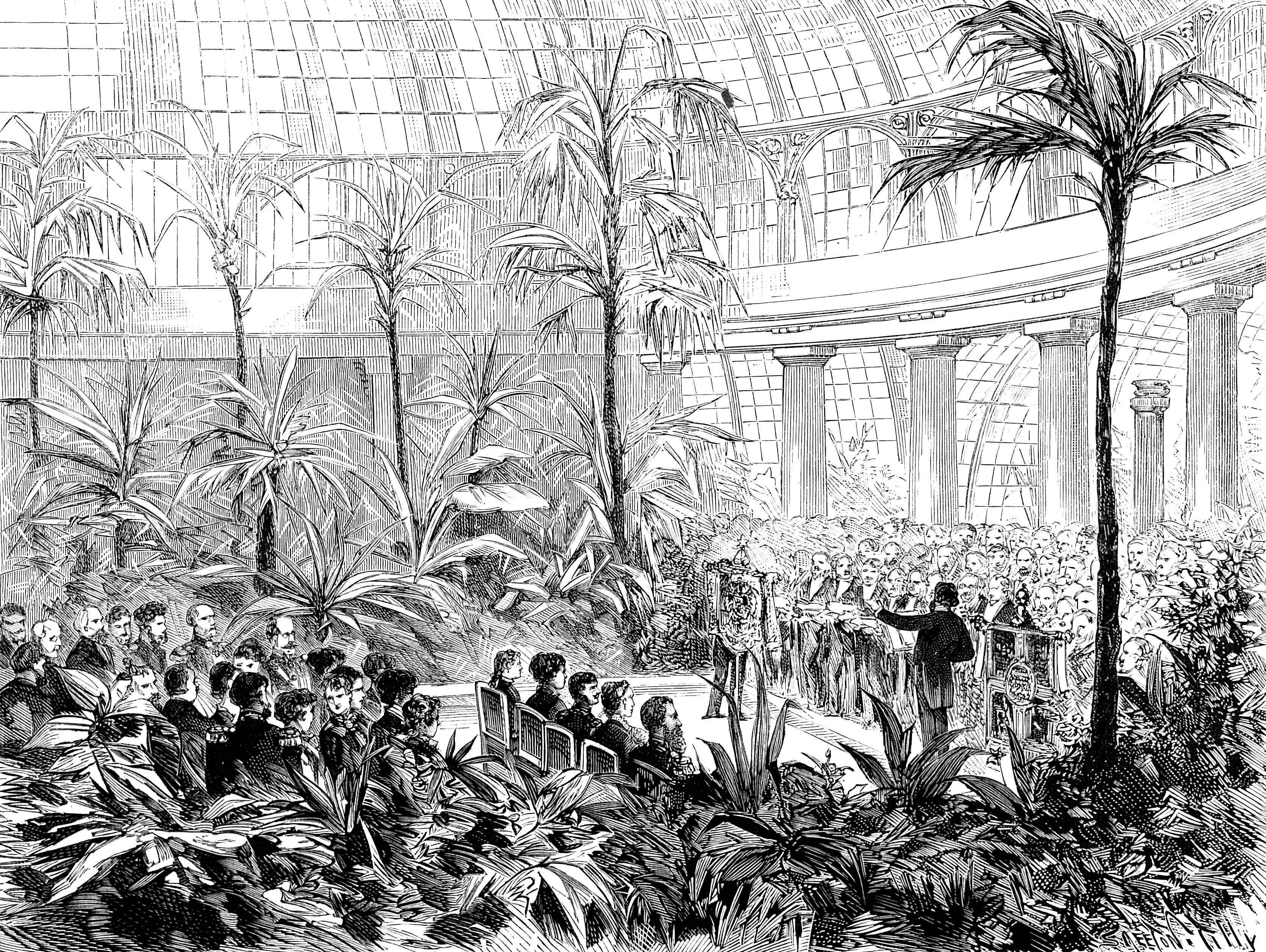
ラーケン城でのルドルフとステファニーの祝婚演奏会

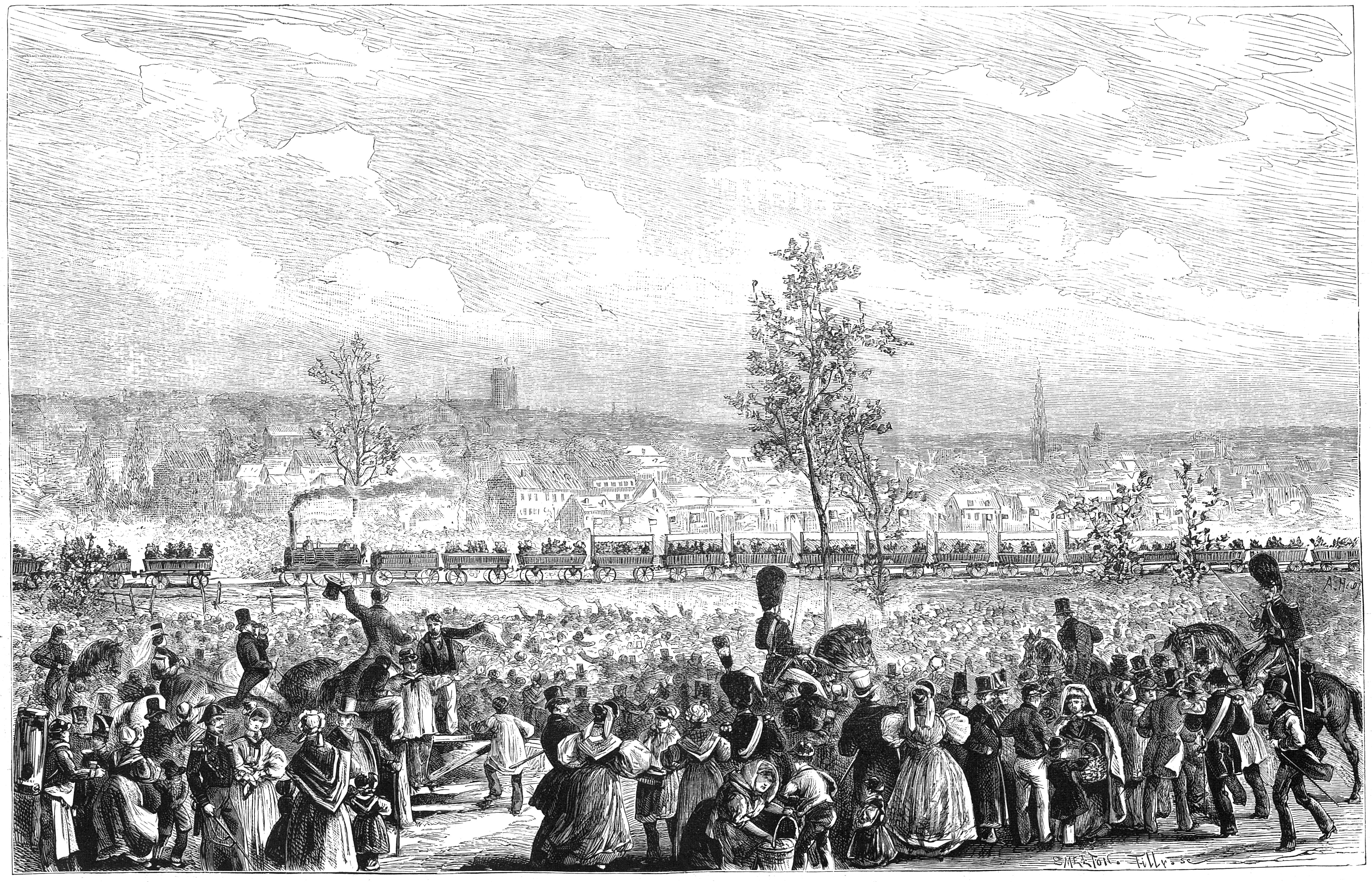
ベルギーの鉄道開通
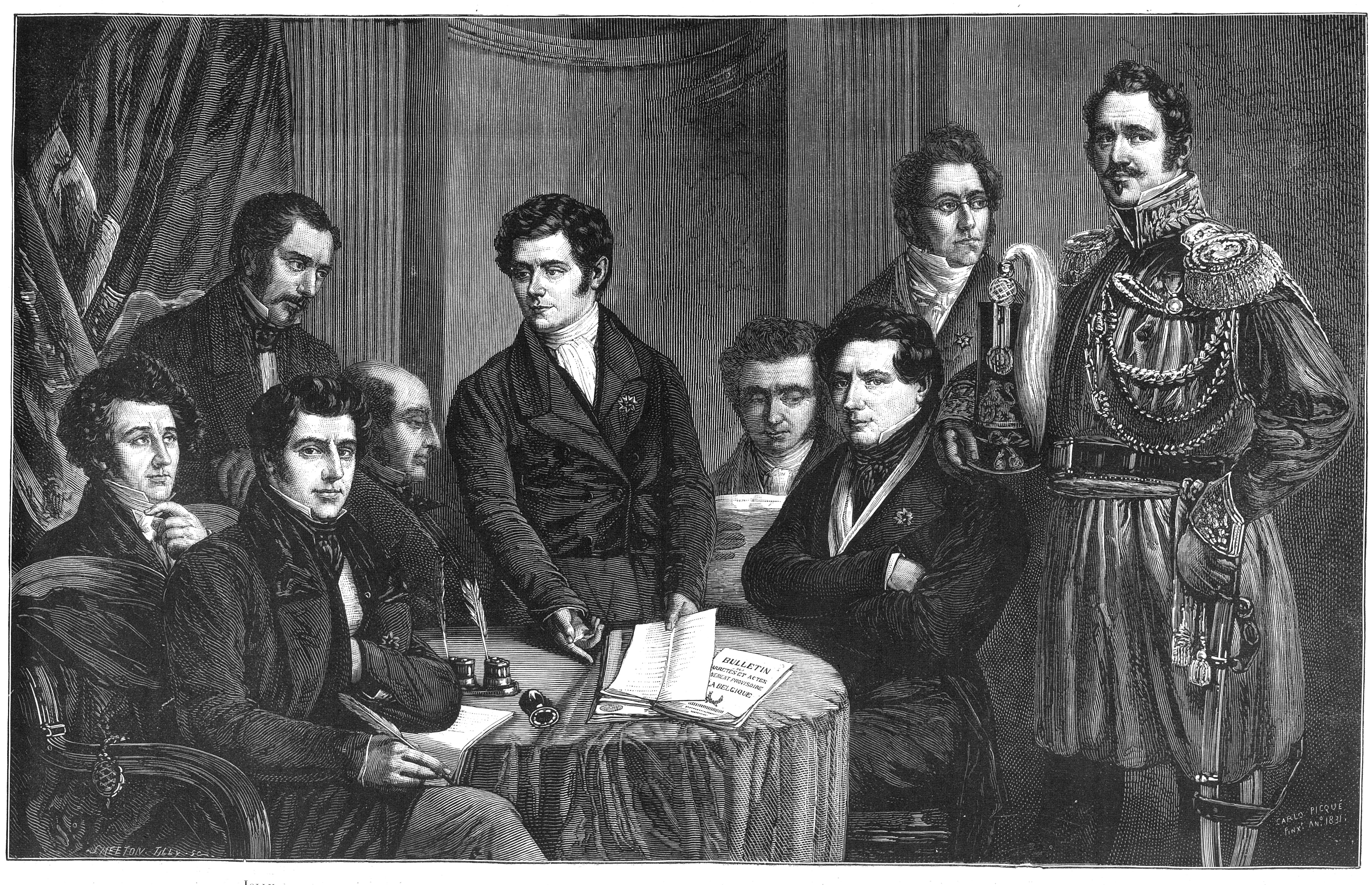
ベルギー臨時政権